# Épisodes de Galactik Football
 (février 2022).
- Si vous ne connaissez pas le sujet, laissez ce bandeau (vous pouvez alors contacter les auteurs).
- Si vous supprimez le contenu mis en cause (vous pouvez préalablement contacter les auteurs),

argumentez précisément cette suppression dans la page de discussion
(un manque de référence n'est pas un argument ; une recherche réelle de référence doit avoir été effectuée, être formellement documentée).
Cet article présente le guide des épisodes de la série télévisée d'animation Galactik Football.

## Saison 1

### Épisode 1:Le retour
Aarch revient sur Akillian après quinze ans d'absence. Il projette de construire une équipe de football afin de participer au prochain tournoi galactique. Mais son retour n'est pas vu d'un très bon œil, surtout par celui de son ex-coéquipier, Artegor Nexus. Il est accompagné de son associé et ami, le professeur Clamp, un ingénieur en robotique farfelu. Aarch espère réussir à recréer une équipe de galactik football capable de remporter la Galactik Football Cup, un tournoi qui réunit les meilleures équipes de la galaxie. Mais alors qu’il reprend contact avec une de ses anciennes équipières, il découvre que le Souffle, le fluide d'Akillian, n'a toujours pas réapparu depuis la Grande Glaciation. Or, sans fluide, il est impossible de remporter la compétition. Mais Aarch ne se décourage pas, et poursuit ses démarches.
C'est alors qu'il rencontre son ancien coéquipier, Artegor Nexus. Ce dernier a de toute évidence une solide dent contre son ancien capitaine à qui il réserve un accueil glacial. Artegor Nexus est alors l'entraîneur des Tigres Rouges, une équipe médiocre essentiellement composée de gosses de riches aussi friqués qu'arrogants. Sentant dans son ancien partenaire un rival potentiel, Artegor demande à un caïd local de le débarrasser du gêneur. Cependant, le caïd reçoit de son côté la visite d'un adolescent doté d'une langue bien pendue surnommé Micro-Ice. En effet, Micro-Ice était censé revendre au marché noir des billets pour le match entre les Tigres Rouges et une autre équipe galactique, mais lorsqu'il remet les billets invendables à leurs propriétaires, le garçon se rend compte qu'ils sont faux. Stupéfait, il décide de se sauver par les toits de la ville afin de semer les gros bras du caïd furieux. Cette course poursuite s'achève par une belle glissade du gamin le long d'un toit, qui atterrit aux pieds de Aarch. La mine décidée de l'ex-joueur de foot fait fuir les gros bras, ce qui permet à Micro-Ice de s'échapper. Un peu désespéré, l'adolescent trouve refuge auprès de D'Jok, son ami de toujours, qui parvient à retrouver la trace des billets envolés. Un autre adolescent, Sinedd, avait effectivement subtilisé la marchandise pour son propre compte.
De son côté, Aarch rend visite à son frère Norata, ancien défenseur dans l'équipe de football d'Akillian. Celui-ci lui reproche d'avoir préféré rejoindre l'équipe des Shadows plutôt que de l'aider à surmonter la perte de sa jambe dans l'avalanche qui s'est abattue sur le stade d'Akillian. Pour Norata, reconstituer l'ancienne grande équipe de football est une perte de temps. À l'occasion de cette visite, Aarch fait la connaissance de son neveu Rocket pour qui il est depuis toujours un héros.
Ayant retrouvé ses billets et sa tranquillité, Micro-Ice, D'Jok ainsi que des jumeaux assez sympathiques, Ahito et Thran, se retrouvent dans un fast-food branché où la mère de Micro-Ice travaille comme serveuse. Alors qu'ils regardent un match sur les écrans géants du restaurant, le caïd et ses gros bras font irruption et s'en prennent à l'entraîneur découragé. N'écoutant que son courage, D'Jok se porte au secours de Aarch armé de son seul ballon de foot. S'ensuit un match assez percutant qui révèle à Aarch les potentialités des quatre joueurs. Mais les adolescents ne croient pas plus en la résurrection possible du Souffle qu'en la possibilité de constituer une équipe valable jusqu'à ce qu'ils apprennent qui est Aarch.

### Épisode 2:L'espoir
Aarch et Clamp se sont installés près de l'ancien grand stade d'Akillian, prisonnier des glaces. Clamp y teste une sorte de simulateur en vue des sélections prévues par Aarch. Mais il n'y a aucun candidat. Soudain, Micro-Ice tombe d'une crevasse qui mène au repaire d'Aarch et de Clamp. Il lui tombe sous le nez alors qu'ils expérimentent une étrange machine. Il s'excuse et fait mine de repartir lorsque Aarch le rappelle et lui demande de lui rendre un service. Il lui donne alors la mission de faire passer discrètement une information à ses amis : Aarch leur donne rendez-vous dans cette caverne pour constituer sa nouvelle équipe.
Non loin de là, dans un autre bâtiment un peu enfoui sous la neige, Rocket, le neveu d'Aarch, fait une pause entre deux livraisons de fleurs. Il dialogue avec son héros qui n'est autre que son oncle, puis il remonte sur son snow jet et met les gaz. En ville, le bouche à oreille fonctionne à merveille : en quelques heures, la moitié de la jeunesse des environs converge en masse vers les lieux des sélections. Aarch remercie chaleureusement Micro-Ice pour son aide et lui propose de rester pour les sélections. Mais le jeune garçon décline l'offre et se dirige vers l'ascenseur. Or la porte de l'ascenseur s'ouvre pour laisser le passage à une fille splendide. Micro-Ice décide alors de tenter sa chance avec le simulateur et se propose même pour tester l'engin.
De son côté, Rocket fonce à travers la neige, en direction de la ville, lorsqu'un petit vaisseau en flamme amorce un atterrissage forcé et s'écrase dans la neige. Le jeune homme se précipite vers la carcasse en flammes et en retire une jeune fille inanimée qu'il traîne dans la neige le plus loin possible de l'appareil juste avant qu'il n'explose. Rocket emporte la jeune fille inconsciente jusqu'à son abri. Celle-ci, nommée Tia, se réveille avec une seule idée en tête : trouver Aarch. Rocket lui apprend alors qu'Aarch est son oncle, mais que son père refuse de le laisser participer aux sélections. Mais Tia ne l'entend pas de cette oreille. Elle enfourche le snow jet du jeune homme et lui laisse deux secondes pour monter derrière elle.
Les tests continuent au Stade et Aarch a déjà repéré des joueurs prometteurs. Entre autres D'Jok, Ahito, Thran, Sinedd, Micro-Ice et la jeune fille qui a tapé dans l'œil de ce dernier, Mei. Bien que ces jeunes soient autant de candidats prometteurs, le Souffle si précieux ne s'est pas encore manifesté, au grand désespoir d'Aarch. Les tests sont maintenant presque achevés lorsque les deux jeunes gens arrivent sur les lieux. Tia entre la dernière dans le simulateur. Alors que le programme lance la simulation, l'adolescente fait appel au Souffle, à la grande stupéfaction de tous. Une fois la simulation terminée, Tia pousse Rocket à passer les tests à son tour, mais Norata, qui était parti à la recherche de son fils, s'y oppose catégoriquement.
Un peu plus tard, Aarch annonce le nom des candidats sélectionnés : il s'agit de Tia évidemment, Mei, D'Jok, Ahito, Thran, Sinedd et Micro-Ice.

### Épisode 3:Le défi
L'équipe d'Aarch est à présent constituée : D'Jok, Micro-Ice, Thran, Ahito, Tia, Mei et Sinedd sont les nouveaux élèves de la Faculté. Ils doivent à présent se qualifier face aux Tigres Rouges, l'équipe d'Artegor Nexus, pour participer à la Galactik Football Cup. Aarch décide alors de recruter son neveu, Rocket, un excellent passeur.
Après que le fluide se soit manifesté sur Akillian, le Cercle des Fluides se réunit pour faire le point sur la situation. Dame Simbai se porte volontaire pour observer de plus près la toute nouvelle équipe d'Akillian.
L'entraînement a commencé pour les nouveaux élèves d'Aarch. L'entraînement est intensif et l'entraîneur intransigeant, mais les élèves ont le moral. Effectivement, la petite bande de copains, Micro-Ice, D'Jok et les jumeaux Ahito et Thran, s'encouragent mutuellement. Quant à Sinedd, il ne manque pas de charrier Micro-Ice dès qu'il le peut. Entre autres lorsque celui-ci tente de se faire remarquer par la belle Mei. En vain, car cette dernière l'ignore royalement.
De son côté, Tia n'a encore adressé la parole à personne. Son mutisme cache en réalité un désarroi qui n'échappe pas à son entraîneur. Celui-ci tente de questionner la jeune fille afin d'en savoir un peu plus sur elle. Il apprend alors que Tia est la fille de l'ambassadeur de la lune d'Obia et qu'elle maîtrise le Souffle depuis qu'elle est enfant. Il faut dire que la manifestation soudaine du Souffle fait parler sur Akillian. La reporter sportive Kallie Mistie propose même à Aarch une interview afin d'en savoir davantage sur sa nouvelle équipe. Alors qu'Aarch se fait interviewer en direct, son frère Norata sermonne sévèrement Rocket qui aurait voulu faire partie de l'équipe dirigée par son oncle.
En dépit de l'interdiction formelle de son père de se joindre à la nouvelle équipe de football, le jeune homme fait le mur en pleine nuit et s'introduit discrètement dans le centre d'entraînement sportif. Il y met en marche le simulateur et passe les tests d'aptitudes. Aarch, insomniaque, découvre alors que son neveu a un talent indéniable pour le football.
Au siège de la Ligue, le général Bleylock de la Technoid remet une somme d’argent à Mr Spoto en échange de l’homologation de l’équipe d’Aarch, mais refuse d’expliquer pourquoi.
Le lendemain, les entraînements reprennent et Tia continue d'épater ses coéquipiers. Mais ils ne sont pas les seuls à être témoins de ses prouesses sportives. Artegor Nexus a placé un dispositif d'espionnage dans le simulateur afin de pouvoir suivre les entraînements de l'équipe de son rival, et d'autres personnages bien plus imposants et sinistres encore que l'entraîneur de l'équipe des Tigres Rouges se posent des questions sur le retour du Souffle d'Akillian.
Après leur entraînement, les jeunes joueurs apprennent qu'ils vont bientôt jouer leur premier match : un match amical contre les Wambas. Ils sautent aussitôt de joie, mais Aarch tient à avoir plus d'un atout dans sa manche pour relever le défi. Afin que le match ne repose pas exclusivement sur Tia, il décide de recruter Rocket qui s'est révélé être un excellent passeur. Il tente alors de convaincre Norata, son frère, de laisser jouer son fils. Ce dernier finit par accepter à une condition : si l'équipe d'Aarch perd les deux matchs à venir, Rocket quittera définitivement l'équipe.

### Épisode 4:L'équipe
C'est le premier match des Snow Kids : ils affrontent les Wambas en match amical.
Wakura, le délégué Wamba fait bon accueil à Aarch qui avait séjourné sur sa planète à une époque qui remonte à plus de quinze ans, l'époque de la grande glaciation d'Akillian. À la suite de la disparition du Souffle, Artegor et Aarch avaient été recrutés par l'équipe des Shadows. Mais l'ancien capitaine de l'équipe d'Akillian ne supporta pas le Smog, le fluide des Shadows. Empoisonné et à demi mourant, Aarch fut recueilli par une guérisseuse de la planète Wamba, Dame Simbai, qui le désintoxiqua.
Grâce à son contrôle du Souffle, Tia demeure le meilleur atout de l'équipe, mais Artegor Nexus projette de s'en débarrasser. Rocket a rejoint la nouvelle équipe d'Aarch pour la plus grande joie de Tia. Il profite de ce que Tia s'est isolée du groupe pour lui demander de ne rien révéler à leurs coéquipiers sur ses liens de parenté avec Aarch. Tia lui promet de rester muette sur ce point.
De retour dans les vestiaires, les élèves attendent le début du match. Pour inaugurer leur premier match, le professeur Clamp leur apporte de nouvelles tenues, en tout point semblables à celle de l'ancienne équipe d'Akillian. Aarch indique aux élèves leurs postes : Ahito est dans les cages, Mei et Thran en défense, Tia et Rocket en milieu de terrain, Sinedd et D'Jok en attaque. Micro-Ice reste sur les bancs des remplaçants.
Sur Akillian, un vaisseau se pose sur le toit de la Faculté d'Aarch. Une bande de pirates stellaires s'apprêtent à piller le laboratoire du professeur Clamp. Mais lorsque leur chef s'approche du bureau de ce dernier, il ordonne à ses hommes de ne toucher à rien. En dépit des protestations de son second, le chef des Pirates et ses hommes s'apprêtent à quitter les lieux lorsqu'un vaisseau des autorités amorce sa descente vers le stade d'Akillian. Les hors-la-loi s'empressent de disparaître.
Un peu plus tard, lorsque le vaisseau d'Aarch se pose à son tour sur le toit de la Faculté, les policiers affirment être venus chercher la fille de l'Ambassadeur d'Obia, Tia, qui aurait fait une fugue. Cette dernière avoue avoir menti à son entraîneur en lui faisant croire que ses parents étaient au courant de sa présence à la Faculté. La jeune fille, escortée par les hommes en armes, quitte Akillian les larmes aux yeux.

### Épisode 5:Le capitaine
Tia a été ramenée auprès de ses parents, les ambassadeurs d'Obia, qui considèrent que la pratique d'un sport de compétition n'est pas une activité digne de son rang. Son départ laisse l'équipe dans le désarroi, les autres membres des Snow Kids doutant sérieusement de pouvoir gagner le match de qualification contre les Tigres Rouges sans elle.
Clamp a réussi à décongeler le stade d’Akillian, mais le stade ayant acquis un statut de lieu maudit, personne n’est encore prêt à y retourner pour assister au match.
Rocket a de plus en plus de mal à s’intégrer a son équipe et n’ose pas leur avouer qu’il est le neveu de l’entraîneur.
Avec l’aide de sa nounou Stella, Tia arrive à s’enfuir malgré le système de surveillance de ses parents.
Alors que le match s’apprête à commencer, Rocket propose une idée pour désavantager les Tigres Rouges, qu’il a eu en visionnant à plusieurs reprises leur dernier match contre les Rikers. Ses coéquipiers n’y prêtent toutefois pas vraiment attention et D’Jok l’accuse même de vouloir se faire remarquer. Aarch est cependant impressionné par la stratégie dont fait part Rocket et le nomme capitaine.
La première mi-temps tourne en faveur des Tigres Rouges sur le score de 3-0.
Sinedd se fait une nouvelle fois réprimandé pour son manque de jeu d’équipe et son attitude méprisable envers ses coéquipiers qui leur coûte le match. Tia arrive juste à temps pour la deuxième mi-temps.

### Épisode 6:La relance
À la mi-temps, les Tigres Rouges mènent 3-0 contre les Snow Kids, mais Tia revient et aide les Snow Kids à remonter le score à 3-3. Les SK sont épuisés, mais, à la dernière minute, D'Jok utilise le Souffle. 
Alors que l’équipe célèbre leur victoire, les parents de Tia arrivent. La journaliste Callie sauve la jeune fille en annonçant que la carrière de footballeur de Tia stimulerait la carrière diplomatique de ses parents et qu'ils devraient être très fiers. Cela donne bien sûr à Tia une place permanente dans l'équipe.
Au cours de la nuit, Sinedd fugue, contrarié d'avoir été exclu du match.  Il trébuche face à Artegor qui lui offre une place dans sa nouvelle équipe.  
Dans le même temps, le Cercle des Fluides cherche à en savoir plus sur le passé de Clamp mais ne trouve aucune information ou trace de son existence avant le début de la période glaciaire akillienne. Ils commencent à soupçonner le sympathique scientifique de cacher quelque chose
Le premier tirage au sort des matchs de poule apparaît: les Rykers, les Pirates, les Shadows et les Snow Kids sont sélectionnés. Nork, le présentateur,  annonce alors que les Shadows ont un nouvel entraîneur en la personne d’Artegor Nexus qui retrouve son équipe et sa planète fluiditaire avec Sinedd en tant qu’attaquant de l’équipe.
Dans la soirée, le général Bleylock s’infiltre dans le laboratoire de Clamp et lui pose un dispositif lui faisant retrouver sa mémoire par images subites. Clamp découvre avec horreur qu’il est le responsable de la glaciation d’Akillian et que son vrai nom est Lobnor. Bleylock promet de ne rien dévoiler si Clamp accepte de travailler pour lui.

### Épisode 7:Le chouchou
Les Snow Kids affrontent les Rikers pour leur premier match. Lors d'une conférence de presse, les joueurs (mis à part Tia qui était déjà au courant) apprennent avec surprise que Rocket, leur capitaine, n'est autre que le neveu d'Aarch. Micro-Ice est de plus en plus amoureux de Mei qui lui rejette constamment ses avances. Le match se passe très mal et la zizanie s’installe dans l’équipe. Le score se termine sur 5-0 pour les Rikers. Furieux, D’Jok passe ses nerfs sur Rocket, le blâmant de ne pas être un capitaine fiable et accusant Aarch de faire du favoritisme. De retour sur Akillian, Rocket, le cœur brisé et se sentant coupable d’avoir perdu la confiance de ses coéquipiers, fait une fugue.

### Épisode 8:La tempête
Rocket a fait une fugue dont les élèves, Micro-Ice et D'Jok en particulier, se sentent responsables. Tia est inquiète et décide d'affronter la violente tempête de neige pour le retrouver. Et lorsqu'elle tente de s'éclipser discrètement de la Faculté, elle est surprise par Micro-Ice et D'Jok qui insistent pour l'accompagner. Ils finissent par se perdre, mais sont sauvés par Rocket. Dans son abri, le groupe se réconcilie et les garçons acceptent Rocket comme capitaine et ami.
Clamp récupère des échantillons du Souffle extraits de D’Jok et Tia. Il découvre que les SK sont infectés d’un fluide de synthèse invisible, même pour le Cercle des Fluides : le Metafluide, création de Clamp lui-même lorsqu’il était un scientifique travaillant pour la Technoid. En retrouvant la mémoire, il se souvient de son ancien partenaire de laboratoire, le professeur Ison... qui n’est autre que Sonny Backbones, le chef des Pirates, un groupe de mercenaires fugitifs qui lutte contre le régime autoritaire de la Technoid.
La querelle qui a éclaté entre Aarch et Artegor est révélée par l’intermédiaire d’un flashback : les deux amis avaient rejoint les Shadows, mais Aarch a été empoisonné par le Smog. Artegor, lui, s’est laissé consumer par sa puissance, ce qui l’a rendu plus froid, antipathique et immoral. La décision de Aarch d’arrêter a été perçu comme une trahison pour Artegor.

### Épisode 9:La revanche
Les Snow Kids affrontent pour la seconde fois les Rykers et ont bien l'intention de prendre leur revanche. Entre temps, la mère de Mei l’encourage à jouer en attaque et d’utiliser sa beauté comme arme pour détruire l’amitié de D’Jok et Micro-Ice afin d’arriver à ses fins.
Dame Simbai témoigne du changement de comportement de Clamp et en informe le Cercle des Fluides.
Les SK gagnent finalement le match par 3-2 grâce à un coup franc de Rocket et un doublée de D'Jok. Au cours du match, tous les SK (excepté Mei et Micro-Ice) s’éveillent au Souffle.
Micro-Ice essaye de trouver le courage de déclarer sa flamme à Mei mais celle-ci met en place le plan de sa mère et séduit D’Jok contre son gré, ce qui ne manque pas de rendre l'amoureux éconduit fou de jalousie.

### Épisode 10:Les Pirates
Les Snow Kids se rendent dans l'archipel de Shiloë à la rencontre de la mystérieuse équipe des Pirates. Étant une équipe hors-la-loi recherchée, les Pirates affrontent leurs rivaux dans un stade secret. Les SK rencontrent Bennett et Artie, deux assistants de Sonny qui leur font visiter la planète. Artie, le jeune pirate, se lie d’amitié avec Micro-Ice.
Micro-Ice est loin d'avoir le moral : il s'est brouillé avec son meilleur ami et il est le seul à ne pas encore maîtriser le Souffle. 
De son côté, Clamp retrouve une vieille connaissance appartenant à son passé perdu : Sonny Blackbones. Ce dernier lui donne rendez-vous pendant la mi-temps pour lui parler. Cependant, le professeur Baldwin, au service de Bleylock, a suivi Clamp.
Le match SK contre Pirates tourne à l’avantage des SK du fait que les Pirates sont la seule équipe à ne pas utiliser de fluide. La querelle s’installe entre D’Jok et Micro-Ice. Leur rancœur permet aux Pirates de marquer un point. L’équipe arrive malgré tout à remporter ce match avant l’arrivée de la Technoid sur les lieux. Micro-Ice finit par s’éveiller au Souffle.
Clamp parle à Sonny de la situation : les jeunes ados, étant nés durant l’année de la glaciation, sont infectés par le Metafluide. Baldwin apparaît et envoie des robots poursuivre Sonny, qui finit par s’enfuir. Clamp se retrouve implanté d’un micro espion dans son corps permettant à Bleylock de suivre ses conversations. L’implantation diffuse également un poison lent dans son organisme. Clamp doit commencer l’extraction du Metafluide pour avoir le remède.

### Épisode 11:Le professeur
Le professeur Clamp est soumis à un odieux chantage par Bleylock : soit il extrait le Metafluide du corps des Snow Kids, soit il est condamné à une mort lente et douloureuse.
Du côté des joueurs, la guerre est à présent déclarée entre D'Jok et Micro-Ice. Les Snow Kids affrontent les Pirates à domicile. Ils mènent le jeu haut la main, mais leur capitaine est blessé peu avant la fin du match, qui se finit sur le score de 6-0.
En venant prendre des nouvelles de son fils, Norata, le père de Rocket, rencontre Tia. Cette dernière voudrait pouvoir réconcilier Rocket et son père. Norata déclare qu’il laisse tomber Rocket et que c’est maintenant à Aarch de s’occuper de lui. Il évoque rapidement la mère de Rocket, qui les a quittés et dont Rocket ignore l’existence.
De son côté, Mei, suivant les mauvais conseils de sa mère, continue de semer la discorde entre D'Jok et Micro-Ice alors qu’ils viennent de se réconcilier.
Simbai envoie des échantillons de salive au Cercle des Fluides, leur permettant de découvrir la vraie identité de Clamp.
Sonny Blackbones s'introduit dans la Faculté afin d'avoir une conversation avec Clamp, sans savoir qu'il est en train de tomber dans un piège.

### Épisode 12:La fuite
En cherchant à échapper aux technodroïdes qui l'ont pris en chasse, Sonny Blackbones croise Micro-Ice et l'entraîne dans sa fuite. Le jeune homme arrive à le conduire à son vaisseau, mais Sonny est blessé. Les Pirates s’enfuient avec Micro-Ice.
Quant à Clamp, il se fait capturer et remplacer par un androïde pour que personne ne s'aperçoive de sa disparition.
L’équipe apprend la disparition de Micro-Ice. D’Jok se sent coupable et reproche à Rocket de ne rien faire alors qu’il avait lui-même fugué et que Micro-Ice avait risqué sa vie pour le retrouver.
On en apprend plus sur le passé de Sonny : il s’était enfui avec le Metafluide après avoir appris que Bleylock voulait s’en servir pour ses desseins. Bleylock a alors envoyé des troupes pour l’éliminer. Au cours de la poursuite, Sonny a perdu le Metafluide, qui a explosé après une chute, entraînant la grande catastrophe. Sa femme enceinte a également péri.
D’Jok vient voir Maya pour qu’elle lui révèle la vérité sur ses parents biologiques. Sa mère est morte juste après sa naissance et l’a laissé à Maya avec son bracelet porte-bonheur. Il s’avère que la mère de D’jok n’est... autre que la femme de Sonny.

### Épisode 13:L'attaquante
Micro-Ice, blessé par le comportement de son meilleur ami, décide de tout abandonner et de devenir pirate. Il laisse derrière lui un D'Jok complètement déboussolé qui comprend un peu tard que Mei s'est servie de lui pour obtenir le poste de Micro-Ice qu'elle convoitait tant. Les SK livrent leur premier match contre les Shadows, pour pallier l’absence de Micro-Ice, Mei joue avec D’Jok en attaque tandis qu’un clone apparaît sur le terrain pour soutenir Thran. Mei se rend très vite compte que le poste d’attaquante n’est pas fait pour elle. Les SK perdent le match sur le score de 2-3. Micro-Ice qui a visionné le match avec les Pirates, constate que D’Jok porte à nouveau son bracelet que Mei lui avait subtilisé, comprenant que son meilleur ami se sens coupable et que l’équipe a besoin de lui. Il est renvoyé sur Akillian après avoir eu la mémoire effacé.
Sonny s’est remis de ses blessures et découvre avec émotion que son fils est vivant.

### Épisode 14:Trou noir
Micro-Ice est renvoyé, à sa demande, sur Akillian par les Pirates. Mais, par mesure de sécurité, ceux-ci lui ont aussi effacé sa mémoire. Aussi, lorsqu'il revient auprès de ses coéquipiers, il ne comprend pas pourquoi ces derniers l'accueillent avec autant d'émotions et surtout pourquoi son entraîneur est aussi furieux. Il découvre qu'il a passé deux jours avec les Pirates quand Aarch lui montre le match aller qu'ils ont joué sans lui. Ce soir même, ils doivent affronter les Shadows en match retour. Notre équipe part sur l'archipel des Shadows pour jouer le match. Les Snow Kids se préparent et Micro-Ice lance un discours sur son absence. C'est alors que Sinedd entre dans le vestiaire et, en se moquant de Micro-Ice, insinue que ses coéquipiers préféraient jouer sans lui. Tout d'un coup, Micro-Ice se jette sur Sinedd. D'Jok les sépare et Rocket fait sortir Sinedd.

### Épisode 15:La dernière chance
Ce match oppose les Snow Kids aux Shadows. Pour nos héros, ce pourrait bien être le dernier. En effet, ce match leur offre un ticket pour le Genèse Stadium où se disputeront les matchs de la phase finale de la cup. C'est aussi l'occasion pour les deux ex-coéquipiers, Artegor Nexus et Aarch de régler leurs comptes. Menée 3-0 à la mi-temps, les SK battent les Shadows 4-3 grâce à un but de Micro-Ice qui est passé sous les jambes de Sinedd au lieu de passer à droite ou à gauche.
Clamp est détenu dans un endroit secret de la Technoid par Bleylock. Il doit étudier des échantillons de Metafluide récupérés par son clone grâce à une machine d’extraction qu’il avait commencé à mettre au point avant son enlèvement. Il découvre que le Metafluide est bien la cause de la réapparition du Souffle et qu’il se développe en même temps. Pour que le fluide soit récupérable, les SK doivent poursuivre la compétition.

### Épisode 16:Le Genèse Stadium
Quand les Snow Kids arrivent au Genèse Stadium, ils ont beaucoup de mal à garder les pieds sur terre. D'une part, D'Jok prend la grosse tête. D'autre part, Mei est exténuée car sa mère consacre toute son énergie (et surtout celle de sa fille) à faire d'elle une star.
De son côté, Tia recherche la mère de Rocket, qui vit actuellement au Genèse Stadium, persuadée que son retour apaiserait les tensions entre Rocket et son père.

### Épisode 17:La préparation
Les Snow Kids foulent pour la première fois le terrain du Genèse Stadium dans un match contre les Wambas. Mais, outre la pression phénoménale qui leur est imposée, les joueurs sont anormalement fatigués et leur jeu s'en ressent au point qu'Aarch se demande si ses élèves seront capables d'aller jusqu'en finale. Les SK battent les Wambas 3 à 2.
D’Jok est le plus affecté par la situation et prend de plus en plus la grosse tête en se vantant d’être le meilleur et en agissant individuellement sur le terrain (d’une façon similaire à Sinedd). De même, il s’emporte face aux huées des spectateurs après qu’il a raté ses buts.
Clamp découvre que le Metafluide est en train de pervertir le Souffle et pourrait entraîner la mort des SK.
Le premier signe se fait ressentir chez Ahito qui s’évanouit après le match.
Sonny, Corso, Bennett et Artie arrivent sur le Genèse. Ils reprennent contact avec Micro-Ice, qui les aide à rentrer dans son hôtel. Le pauvre ado se fait toutefois effacer une seconde fois la mémoire. Les Pirates découvrent le clone de Clamp et le font parler pour qu’il leur indique la cachette de Bleylock.
Tia retrouve la mère de Rocket.

### Épisode 18:La pression
Après avoir frôlé la catastrophe lors de leur dernier match, les Snow Kids ont remis les pieds sur terre. Les joueurs sont plus investis que jamais dans la compétition et s'entraînent d'arrache-pied en prévision de leur match contre les Lightnings, tenant du titre.
Lors de l'anniversaire de Rocket, qui fête ses seize ans, Tia lui présente sa mère. Mais le jeune homme reçoit un choc lorsqu'il apprend que celle-ci est toujours en vie. Il appelle son père qui ne veut rien lui dire.
Mei commence à manifester des signes de fatigue dû aux tournages épuisant de ses publicités.
Micro-Ice et D’Jok sont à nouveau en froid car Micro-Ice ne supporte plus l’égocentrisme de son pote.
Dame Simbai informe le Cercle des Fluides de la fièvre qui touche les SK.
Corso, Bennett et Artie suivent le clone de Clamp qui les mène jusqu’à la cachette de Bleylock dans un des immeubles de bureaux de la Technoid.

### Épisode 19:La star
D'Jok reçoit la visite de son héros, Warren, l'avant centre des Lightnings. Ce dernier met en garde le jeune joueur bien trop sûr de lui.
Micro-Ice et Mei font un pacte de conseils : Mei donne à Micro-Ice des tuyaux pour qu’il puisse se socialiser sans maladresse ou lourdeur avec les filles et ce dernier lui apprend à faire face aux ordres de sa mère et à ne plus se faire marcher sur les pieds.
Sonny, Corso et Artie profitent du match pour s’infiltrer dans les locaux de la Technoid pour libérer Clamp. Ils arrivent à le sauver et à lui administrer l’antidote l’empêchant de mourir.
Les Snow Kids battent les Lightnings 0-0, 5-4 aux tirs au but. Warren rate son tir au but alors que D'Jok met le sien. Warren félicite humblement D’Jok et lui dit qu’il est fier d’avoir été battu par lui. L’idole et le fan se serrent la main. Victoire des Snow Kids en éliminant les tenants du titre. Ils sont en demi-finale de la Cup contre les technodroïdes V2.
Kira retrouve son ancien mari à l’Astroport.

### Épisode 20:Le Métafluide
Sonny Blackbones révèle la vérité sur le Metafluide aux élèves d'Aarch. Les adolescents le portent en chacun d'eux et cela pourrait les tuer. Les enfants doivent donc choisir : soit ils se laissent extraire le fluide au risque de perdre le Souffle et leur prochain match, soit ils continuent à jouer avec l’infection dans leur organisme jusqu’à la finale, mais au risque de mourir. 
Bleylock recherche les SK pour les capturer afin de récupérer le Metafluide, mais doit arrêter l’opération, du fait de la méfiance du grand patron de la Technoid, le Duc Maddox, qui le soupçonne de mijoter dans son dos.
Les Snow Kids se préparent à affronter les Technodroïdes V2, une équipe de droïdes footballeurs créés par la Technoid. Ils ont alors choisi de se débarrasser du Metafluide et se font dominer durant la première mi-temps.
D’Jok apprend enfin que Sonny n’est nul autre que son père.

### Épisode 21:L'abandon
Pendant la mi-temps, les Snow Kids découvrent que le Souffle est encore en eux. Ayant retrouvé leur confiance, ils gagnent le match 6 à 4 : ils sont en finale de la Galactik Football Cup.
Bleylock est informé par un agent double du Cercle des Fluides du lien de parenté entre Sonny et D’Jok. Il a un nouveau plan pour s’emparer du Metafluide.
Le Metafluide est enfin synthétisé.
Maya ressent une vision en lien avec la finale et la victoire des SK.
Norata et Kira se confrontent sur leurs anciennes erreurs et se réconcilient. Norata éprouve pour la première fois depuis longtemps de la joie devant un match de foot.

### Épisode 22:La disparition
D'Jok est enlevé par le général Bleylock de la Technoid. Le militaire sans scrupule envoie un ultimatum au chef des Pirates : son fils contre le Metafluide. Sonny se résout à remettre le Metafluide et à se faire emprisonner malgré les tentatives de Corso pour l’arrêter.
Micro-Ice met au courant Aarch de la disparition soudaine de D’Jok. Aarch soupçonne d’abord Artegor d’être responsable, mais, à sa surprise, Artegor rétorque qu’il est prêt à tout, mais tient à respecter les règles.
Micro-Ice prévient également Mei, qui confesse avoir développé des sentiments pour D’Jok.
Le prochain match oppose les Shadows face aux Cyclopes, une équipe assez médiocre, maladroite mais tout de même stratégique. Aarch, en allant voir Artegor, surprend une conversation des Cyclopes et apprend qu’ils ont l’intention de tricher en remplaçant tous les joueurs. Il les dénonce et l’équipe d’Artegor gagne automatiquement. Cette action ne change cependant pas le rapport de haine entre les deux anciens amis.

### Épisode 23:Le chantage
D'Jok est libéré et renvoyé auprès de ses coéquipiers, soumis à un abominable chantage. Il doit perdre la finale de la Cup s'il veut retrouver son père vivant.
En suivant les conseils de Mei, Micro-Ice réussit à établir un contact avec une ravissante fille nommée Zoeleene. Mei, elle, arrive enfin à s’opposer à sa mère.
Corso, Bennett et Artie recherchent Sonny sur le Genèse. Corso vient voir D’Jok pour lui dire de ne pas obéir à Bleylock, mais D’Jok pense être le seul à pouvoir sauver son père. Corso demande à Clamp de surveiller D’Jok.
Norata et Kira se sont remis ensemble. Norata se réconcilie enfin avec son fils.
Rocket paye sa dette envers Tia en convaincant ses parents de laisser tomber une de leur réunion pour aller voir leur fille. 
Dame Simbai organise une réunion avec Brim Simbra et le Duc Maddox au sujet du Metafluide et Bleylock.

### Épisode 24:Le duel
Aarch invite Adim au restaurant dans l’espoir de lui déclarer son amour. La soirée se finit de façon mélancolique : Adim a perdu tout sentiment d’amour pour Aarch à cause de ses anciennes décisions égoïstes.
Sinedd lance un défi à D'Jok : un duel hors caméra dont le vainqueur sera reconnu comme le meilleur joueur. Les deux nouveaux rivaux (tout comme leur entraîneur) s’affrontent dans un duel où tous les coups et stratèges sont permis sur l’ensemble du terrain. Alors que D’Jok mène 4-3, Sinedd laisse éclater sa colère, qui, coupée avec la puissance du Smog, l’empoisonne. Il doit être évacué.
Sinedd est impliqué dans l’histoire du Metafluide et est au courant du chantage autour de Sonny. Bleylock lui confie comme mission de placer un appareil sous la Coupe qui permettra de supprimer les fluides, y compris le Smog. Sinedd s’engage à faire ce sacrifice en hommage à ses parents morts durant la guerre des fluides, sans savoir quelles sont les vrais intentions de Bleylock.
Aarch vient voir Rocket et lui conseille de montrer son amour envers Tia avant qu’il ne soit trop tard.

### Épisode 25:Le traître
D’Jok met au courant Maya sur la situation de son père. Celle-ci, qui vient d’avoir une vision, lui interdit de perdre ce match, mais D’Jok s’obstine. Peu après, Maya ressent une autre prédiction lui indiquant la localisation de Sonny. Elle en informe Clamp, Corso, Bennett et Artie. Dame Simbai organise une rencontre entre les Pirates et le Duc Maddox. Ces derniers acceptent de collaborer pour arrêter Bleylock.
La finale de la Galactik Football Cup opposant les Snow Kids aux Shadows commence. Comme convenu, D’Jok joue de façon maladroite pour faire perdre son équipe, qui, au cours de la deuxième mi-temps, l’évite. Aarch est mis au courant pour le chantage, mais demande quand même à D’Jok d’essayer de gagner le match.
Les Pirates et Maddox découvrent que Sonny est prisonnier dans un repère rempli de réservoirs d’eau et qu’il est enfermé dans une bulle contenue dans l’un des réservoirs. Corso arrive à l’en sortir avant que Bleylock ne l'élimine, mais, au cours du sauvetage, un réservoir est détruit et l’eau s’en échappe. L'eau est propagée dans l’espace avant de retomber sous forme de glace sur le stade du Genèse Stadium. Le public est choqué de revivre la catastrophe d’Akillian, mais est rassuré de découvrir que ce n’est qu’une intempérie. Le match reprend et Rocket s’apprête à tirer le coup franc, mais laisse sa place à D’Jok pour qu’il se rachète.

### Épisode 26:La coupe
À la fin du temps réglementaire et avant les prolongations, D'Jok, désespéré, avoue tout à ses coéquipiers. Après avoir marqué un superbe coup franc, il réussit à sauver les Snow Kids : 1-1 juste avant les prolongations.
Sonny a été libéré et Maddox détient Baldwin qui, pour éviter l’emprisonnement, leur explique le plan de Bleylock. Ce dernier s’est enfui avec le Metafluide, mais Sonny le poursuit. Alors que Sonny empêche le Metafluide de tomber comme dans le passé, Bleylock provoque sa propre chute mortelle de 50 étages.
Durant ces prolongations, D'Jok évite deux joueurs adverses grâce à un dribble aérien spectaculaire. Il tente de marquer, mais le ballon heurte la barre transversale. Tous les autres Snow Kids (y compris Ahito, qui est sorti de ses cages pour essayer de marquer) ratent leurs tirs également, mais, grâce à une super reprise de volée de la part de Mei, les Snow Kids l'emportent 2-1. 
Sinedd tente tout de même d’exécuter la mission de Bleylock, mais Baldwin lui révèle par fréquence radio qu’il a été manipulé. Sinedd, abattu d’avoir perdu la Cup, refuse tout de même de recréer le conflit qui lui a fait perdre ses parents. Maddox relâche les Pirates.
Rocket désigne D'Jok pour recevoir la coupe et ce dernier embrasse Mei. Aarch a réussi son pari et propose à Clamp et à Dame Simbai de retenter l'expérience une deuxième fois. 
L’épisode se conclut sur un cliffhanger : Bleylock n’est peut-être pas entièrement mort.

## Saison 2

### Épisode 1:Le retour des champions
Quatre ans après avoir gagné la Galactik Football Cup, les Snow Kids reviennent au Genèse Stadium pour une conférence de presse en vue de la réouverture du championnat. Cependant, lorsque leur gardien Ahito est foudroyé par une mystérieuse maladie, les champions se demandent s'ils réussiront à défendre leur titre. La cousine d'Ahito, Yuki, qui ne manque pas de taper dans l’oeil de Micro-Ice, vient faire des essais pour le remplacer. 
D'autre part, Callie Mystie demande à Rocket s'il est content de jouer aux côtés de Warren et de Sinedd lors du match des « All-Star » contre les robots « Technodroïde V3 ». Elle montre les photos des joueurs sélectionnés pour faire partie de l'équipe All-Star : Warren, Kernor, Luur, Stevens, Lùn-zaera, Sinedd, Rocket. D’Jok semble jaloux de Rocket et ne voit pas l’arrivée d’un nouveau membre de l’équipe d’un regard positif.
Sonny rend visite à D’Jok pour lui annoncer qu’il va essayer de passer plus de temps avec lui et qu’il assistera à tous ses matchs. Les Pirates ne sont en effet plus recherchés depuis que Sonny a aidé à la destruction du Metafluide. Ce dernier semble même être devenu un ami du Duc Maddox, malgré son apriori toujours négatif sur la Technoid.
Dans un mystérieux endroit, un homme nommé Harris rencontre son patron, dont le visage est masqué, mais qui semble être un cyborg, pour lui annoncer que la machine qu’ils ont mis en place est installée et qu’ils vont pouvoir commencer leur plan.
Rocket et Tia se rendent dans la Forêt du Genèse, mais Tia franchit la limite du périmètre autorisé, se mettant ainsi en danger.

### Épisode 2:Hors la loi
Après avoir sauvé Tia d'une mort certaine, Rocket est suspendu pour avoir utilisé le Souffle de manière illégale. Pendant que la Fédération et le Cercle des Fluides mènent l'enquête sur les événements, le jeune homme frustré décide de quitter l'équipe au grand désespoir de Tia.
Yuki passe les tests et est acceptée comme gardien de but contre le gré de D’Jok.
Sinedd essaie de retenir Rocket en lui parlant d'un sport secret.

### Épisode 3:Les nouveaux Snow Kids
Afin de pallier l'absence d'Ahito et de Rocket, deux nouveaux joueurs sont recrutés. Mark, un vieil ami de D'Jok remplace Rocket, tandis que Yuki, la cousine d'Ahito, prend sa place. 
Rocket, quant à lui, est initié par Sinedd à un sport parfaitement illégal, très semblable au galactik football et qui se joue dans les bas fond du Genèse Stadium : le Netherball. C'est un sport sans règle opposant deux joueurs dans une arène ronde appelée « la Sphère ». Tous les coups violents y sont permis. Les joueurs s’affrontent cependant sans fluide pour ne pas se faire repérer. C’est Kernor, la star des Rykers, qui est la championne actuelle. Il s'avère que ce sport a été créé par Harris et son mystérieux patron et que Harris a engagé Sinedd pour qu’il recrute les meilleurs joueurs.
Clamp croise le mystérieux homme cyborg et croit reconnaître ... Bleylock. Serait-il vivant ?

### Épisode 4:D'Jok prend la tête!
Tia supporte mal l'absence de Rocket. 
Aarch organise un match amical contre les Shadows d'Artegor, afin de tester la cohésion de sa nouvelle équipe sur le terrain. En l'absence de Rocket, D'Jok est nommé nouveau capitaine des Snow Kids, une responsabilité qu'il n'a pas l'habitude de gérer. Il enguirlande Yuki et déclare rageusement à Micro-Ice être le seul à savoir jouer ; la rancœur s'installe dans l'équipe. Le match se conclut sur le score de 1-1.
D’Jok apprend qu’il sera le remplaçant de Rocket pour le match All-Stars pour son grand plaisir.
Clamp prévient Sonny que Bleylock est peut-être vivant.

### Épisode 5:Visite surprise
Les SK retournent sur Akillian pour quelques jours. L'ensemble de l'équipe des Snow Kids rend visite à Ahito, en convalescence auprès de ses parents. Tia, de son côté, se rend chez les parents de Rocket afin d'y retrouver son bien-aimé. Mais Rocket n'est jamais retourné sur sa planète natale et ni Norata ni Keira n'ont la moindre idée de l'endroit où se trouve leur fils. Pour entraîner les Snow Kids et surprendre leurs futurs adversaires, Aarch les fait jouer contre leurs propres clones. 
Pendant ce temps, sur le Genèse, Rocket teste le Netherball.
Sonny et les Pirates sont sur le Genèse et commencent les recherches pour trouver Bleylock.

### Épisode 6:Le Netherball
Les Snow Kids retournent au Genèse Stadium, avec une Tia plus soucieuse que jamais. D'Jok doute toujours de ses capacités à diriger l'équipe et il en devient insomniaque. 
Yuki et Ahito s’affrontent dans une compétition de goals. Yuki gagne avec un point d’avance, mais commence aussi à douter de ses compétences.
Le soir, Micro-Ice emmène Yuki au Genèse Parc, accompagné malgré eux de Mark et des frangins dont la présence modifie les plans de Micro-Ice. En plus, Yuki lui révèle qu’elle n’était pas sincère quand elle l’a embrassé dans le vaisseau.
Pendant ce temps, Rocket affronte les champions du Netherball ; il joue contre Kernor, vedette brutale des Rykers et championne en titre du Netherball. Apràs l’avoir battue, il devient le nouveau maître de la Sphère.

### Épisode 7:Une défense fragile
D'Jok fait un cauchemar où il est victime d’une chute sur le terrain de foot du Genèse devant Warren qui s’abstient de l’aider.
Corso demande à Mei de surveiller D’Jok pour Sonny.
L'équipe se positionne contre la suspension de Rocket, mais leur intervention ne change rien.
Harris ordonne à Sinedd de faire en sorte que Rocket reste dans la Sphère du Netherball, mais lui interdit de jouer contre lui. 
Ahito se rétablit progressivement et commence à s'entraîner sous la surveillance de Dame Simbai. Mais la dernière séance d’entraînement l'épuise grandement.

### Épisode 8:Le secret de la Sphère
Rocket est en passe de devenir champion de Netherball. Il affronte Woowamboo, l’attaquant des Wambas. 
Dans un laboratoire secret, Bleylock, avec l’aide de Harris et de scientifiques, met au point la création d’un nouveau fluide formé à partir de mélange de fluides invisibles extraits des joueurs de Netherball. La Sphère absorbe le fluide rejeté par les joueurs malgré eux et l’envoie jusqu’au laboratoire. Bleylock est bien vivant, mais une partie de son corps a été détruite après sa chute et remplacée par des prothèses robotiques, y compris sa bouche.
Rocket annonce que Sinedd est son prochain adversaire.
Pendant ce temps, Mei déclare à Corso qu'elle veut arrêter d'espionner D'Jok, mais Corso lui dit que Sonny ne pourra plus aller voir son fils pendant un moment. Elle lui répond qu'elle va réfléchir.
Sonny change son plan : les Pirates doivent retrouver Rocket pour trouver Bleylock.

### Épisode 9:Le match All Stars
L'équipe de la Technoid affronte les All-stars, où se retrouvent Warren, Stevens, Kernor, D'Jok, Sinedd, Lun-Zaera et Luur. Warren aide Aarch, qui entraîne les All-Stars, à contrôler Sinedd et à éviter un conflit dans l'équipe. Les All-stars gagnent 5-1, avec un doublé de D'Jok. 
Sonny et Corso sont invités à regarder le match dans la loge du Duc Maddox. Si Sonny se réjouit de la victoire de son fils, Maddox est enragé d’avoir subi une défaite écrasante.
Artie, le jeune pirate ami de Micro-Ice, surprend une conversation entre deux Wambas qui parlent de Rocket et du Netherball.

### Épisode 10:Rocket contre Sinedd
Rocket affronte Sinedd dans la Sphère de Netherball et finit par blesser Sinedd au pied. Artie suit les deux anciens joueurs des Wambas qui ont parlé de Rocket et du Netherball. Il appelle Bennett et tous deux assistent au match Rocket-Sinedd. Ils ne reconnaissent plus Rocket. Mark et Warren assistent aussi au match. Bennett et Artie informent Sonny et Clamp de ce qu'est devenu Rocket.

### Épisode 11:La fin des illusions
Yuki fait un rêve à propos du match Snow Kids contre Xenons où elle laisse passer tous les ballons dans son but. Elle est réconfortée par Mark. 
Bleylock a réussi à créer une première capsule de multi-fluide.
Harris se faufile dans le bureau d'Addim et installe une vidéo truquée sur son ordinateur accablant Rocket, afin qu'il reste dans la Sphère. Son complot réussit. 
Pendant ce temps, Sonny et Corso inspectent la Sphère et essaient de découvrir sa fonction véritable, mais sans y parvenir. 
Les Snow Kids sont face aux Wambas dans un match officiel. Les Wambas mènent 2-0 à la mi-temps. Yuki, qui a encaissé des buts, ne va pas bien.

### Épisode 12:Terrain d'entente
Dans la seconde partie du match Snow Kids contre Wambas, Ahito prend la place de Yuki comme gardien de but. Son retour redonne le moral à ses coéquipiers.
En espionnant les fichiers des ordinateurs de la Ligue, Artie découvre la vidéo trafiquée de Rocket installée par Harris et avertit Addim. La Ligue conclut dès lors que Rocket a utilisé le Souffle à juste titre, et lève sa suspension. Dans les dernières minutes du match, Mark canalise le Souffle pour la première fois, ce qui va conduire les Snow Kids à la victoire (3-2).

### Épisode 13:Menace sur les fluides
Mark révèle à Aarch et à l'équipe ce qu'il a découvert sur Rocket et sa dépendance au Netherball. 
Match de quart de finale : Shadows-Pirates. Sinedd, blessé au Netherball, n'est pas en grande forme, mais arrive à jouer malgré sa blessure. Les Shadows mènent 2-0 à la mi-temps. 
Sonny et Corso ont la confirmation que la Sphère est une œuvre de la Technoid. Ils se rendent une nouvelle fois dans la loge de la Technoid pour assister au match.
Pendant le match, Bleylock fait tirer une grosse capsule de fluide sur la planète Shadows, ce qui provoque une gigantesque explosion faisant disparaître le Smog. À ce moment-là, les Shadows perdent leur fluide et ont du mal à continuer leur match. Les Pirates prennent l’avantage et gagnent le match 2-6.
Bleylock envoie également des débris de vaisseaux pirates pour faire accuser Sonny. Sa manœuvre marche : Sonny et les Pirates sont de nouveaux déclarés hors la loi et recherchés.

### Épisode 14:La machination
Sonny, soupçonné d'être l'auteur de l'explosion, est poursuivi par les robots de la Technoid, mais s'échappe de justesse avec son équipe, laquelle est disqualifiée. 
Mark montre à D'Jok, Micro-Ice, Thran, Ahito, Mei, Yuki, et Tia la Sphère du Netherball. Ils découvrent un Rocket très différent de celui qu'ils ont connu jusqu'alors. Celui-ci est aux prises avec Luur, le leader des monstrueux Xenons. 
Tia est très affectée. Rocket gagne contre Luur, puis rejette les supplications de Tia.
Le Smog ayant disparu, Artegor Nexus est très affaibli. Aarch le prend sous son aile et l'emmène se faire soigner par Dame Simbai.

### Épisode 15:Pacte avec les Pirates
Les Xenons affrontent les Cyclopes au cours d'un match déséquilibré. 
Aarch apprend que Rocket refuse de rejoindre l'équipe et demande à D'Jok et Mark d'aller insister auprès de lui. 
Les parents de Tia témoignent contre Sonny Blackbones au sujet de l'explosion sur l'archipel des Shadows. Tia comprend que la Technoid détient ses parents prisonniers. Mei promet de l'aider et emmène Tia rencontrer Corso, le coéquipier de Sonny. Sonny assure son fils D'Jok de son innocence dans l'affaire de l'explosion sur la planète des Shadows. Sonny accepte d'aider Tia à libérer ses parents, à condition que ceux-ci témoignent en faveur de son innocence.

### Épisode 16:Nouvelle tactique
Dame Simbai informe les Pirates que l'explosion sur la planète Shadows serait due à une bombe de fluide. Sonny comprend petit à petit en quoi consiste la Sphère du Netherball et que Bleylock utilise la Sphère pour ses plans diaboliques. 
Artegor Nexus, après la disparition du Smog, rejoint les Snow Kids en tant qu'assistant de Aarch, à la surprise générale. Il s'avère être exigeant et permet à l'équipe de progresser. Grâce à ses conseils, Yuki arrive à troquer son poste de gardien de but pour devenir milieu de terrain à la place de Tia.
Tia part avec Sonny vers la prison de la Technoid afin de délivrer ses parents.

### Épisode 17:L'évasion
Le match de quart de finale entre les Snow Kids et les Rykers commence. Yuki, la gardienne remplaçante, joue à la place de Tia. 
Celle-ci, de même que les Pirates, est faite prisonnière dans la prison orbitale de la Technoid. Grâce à une ruse de Tia, ils arrivent à s’évader, ainsi que les parents de Tia.
Yuki acquiert le Souffle en fin de match et marque le but égalisateur. Le match se termine par la victoire des Snow Kids.
Maya a reçu une vision et met en garde son fils de ne pas participer au match contre les Lightnings.

### Épisode 18:Warren s'en mêle
Maya a une vision et dit à D'Jok qu'il ne peut absolument pas jouer face aux Lightnings. 
D’Jok participe au Big Kicks Challenge, au cours duquel les meilleurs buteurs se défient dans une compétition de tir au but, face à Warren, Kernor, Luur, Lun-Zaera et Akkamukk. La compétition est interrompue par un communiqué de Sonny et des parents de Tia annonçant le retour de Bleylock et l’innocence de Sonny. Malheureusement, Bleylock étant déclaré officiellement mort depuis quatre ans, personne n’y croit. Tia est de retour chez les SK et D’Jok arrive ex æquo avec Warren et Luur.
Le soir, dans la Sphère du Netherball, Clamp découvre le dispositif qui capte le fluide des joueurs. Warren est le prochain à affronter Rocket pour le convaincre d’arrêter. Rocket bat Warren 2-1. Warren dit à D'Jok que celui-ci est le seul à pouvoir battre Rocket dans la Sphère et que, même s'il n'est pas spécialement pour, c'est le seul moyen de sauver Rocket.
Bleylock a créé deux nouvelles capsules de multi-fluide et révèle son vrai objectif : détruire le Genèse Stadium, ce qui effraie Harris.

### Épisode 19:Les Technodroïdes
Les Lightnings arrachent une victoire 2-1 face à la Technoid, malgré l’affaiblissement de Warren depuis son match contre Rocket.
Yuki finit par se rapprocher de Micro-Ice et lui fait comprendre ses sentiments. 
Les Pirates trouvent le laboratoire de Bleylock. Ils avertissent Clamp et pénètrent dans son labo. Ils y trouvent les preuves de sa capture de fluide, mais Bleylock lui-même s'est échappé. 
D'Jok se rend à la Sphère pour jouer face à Rocket, mais Tia stoppe le match à la dernière minute et insiste pour jouer elle-même contre Rocket pour le sauver.

### Épisode 20:La Star déchue
Tia essaie de rompre l'obsession que Rocket a pour le Netherball. Mais Rocket n'est pas dans son état normal et a des hallucinations. Il ne reconnait pas Tia durant le match, mais croit voir les joueurs qu'il a rencontrés précédemment ; il joue donc un jeu agressif. Il marque trois buts d'affilée et blesse Tia durant le match. Alors que Tia se retrouve au sol, Rocket reçoit des visions des précédents joueurs qui l'accusent de les avoir forcé à jouer contre lui. Peu après, il reconnaît enfin Tia. Il déclare qu'il va quitter le Netherball. Tia le bat 4-3.
Malgré sa victoire, Tia refuse de poursuivre le Netherball, ce qui provoque la colère et la discorde des adeptes du sport. Le Netherball est définitivement fini et abandonné. Rocket retourne donc chez les Snow Kids où il reçoit un accueil chaleureux de ses amis et de ses parents. Harris tente de piéger Bleylock en demandant à Sinedd de se rendre jusqu’à sa nouvelle cachette dans le but d’obtenir sa récompense pour ses services rendus quant au Netherball. Son but est de conduire Bennett et Artie jusqu’à son patron. La tentative rate. Bleylock demande à Harris de cacher les capsules de fluide jusqu’à la finale.

### Épisode 21:Coach Artegor
Rocket est de retour chez les Snow Kids, mais joue très perso dans l'holotraîneur. Le fluide des Shadows est de retour et Artegor, sans être sous l'influence du Smog, quitte les Snow Kids pour entraîner les Shadows pour le match de demi-finale face aux Xenons. Les Shadows commencent par mener. À la fin de la première mi-temps, ils mènent 2-1. Au début de la deuxième mi-temps, Sinedd marque un troisième but. Mais, ensuite, Sinedd est victime de l'empoisonnement par le Smog. Ils perdent alors 5-3. De ce fait, si les Snow Kids gagnent leur demi-finale contre les Lightnings, ils devront affronter les redoutables Xenons en finale. Maya, la voyante, met à nouveau D'Jok en garde et le presse de ne pas jouer contre les Lightnings. 

### Épisode 22:Mauvais pressentiment
Après une victoire 5-3 des Xenons face au Shadows, les Snow Kids s'apprêtent à affronter les Lightnings en demi-finale de la Galactik Football Cup. Harris, l'ancien bras-droit de Bleylock, dérobe les stocks de fluide dans leur cache, la chambre forte de la Technoid. Il est en effet effrayé par la destruction du Genèse Stadium projetée par le sinistre Bleylock.  
Malgré les avertissements de Maya, D'Jok prend part au match. Cependant, pendant la rencontre, Ahito faiblit mais s'entête. La partie s'annonce mal pour les Snow Kids. 

### Épisode 23:Retour en force
Les Lightnings mènent 2-0 ; Les Snow Kids trouvent un nouveau moyen de marquer : ils font passer le Souffle de tous les joueurs à un seul de leurs coéquipiers. Rocket aspire le Souffle de quatre joueurs et marque le but en or. Ils gagnent alors 4-3. Harris sabote le navire de Bleylock.

### Épisode 24:Calmer le jeu
Les Pirates sont à la recherche de Bleylock dans l'enceinte du Genèse Stadium. Ils finissent par le trouver et Sonny comprend les intentions du sinistre général : détruire le Genèse Stadium.
De leur côté, les Snow Kids s’entraînent d'arrache-pied afin de pouvoir espérer gagner la finale contre les terribles Xenons. Aarch doute sérieusement de leurs chances de victoire.
Le soir, les SK esquivent leurs parents pour passer leur soirée dans une boîte de nuit. Ils sont démasqués par Aarch, qui les réprimande pour leur manque de sérieux.
Sonny prévient D’Jok, qui continue à avoir des cauchemars malgré sa victoire contre les Lightnings.

### Épisode 25:En déroute
La Finale de la Cup commence et les Snow Kids ont fort à faire avec les Xenons.
Artie et Bennett ont retrouvé Bleylock et le suivent jusqu’au Genèse Parc. Ils doivent retrouver les capsules, qui sont cachées dans une des attractions et risquent d’exploser à tout moment.
Le match commence. À la stupeur générale, Luur est seul, comptant affronter les SK lui même sans coéquipiers. Bien que insultante et dégradante, cette décision semble marcher : nos jeunes héros rencontrent des difficultés et Luur marque deux buts dès la 1ère mi-temps. Pour aggraver la situation, Ahito est fatigué, mais persiste égoïstement à continuer. Il doit finalement être évacué et remplacé par Yuki. Tia se blesse après une agression du capitaine des Xenons. Mark la remplace donc. Rocket s'énerve et s’apprête à frapper Luur avec le Souffle, mais le capitaine des Xenons le bloque avec son fluide. Rocket se libère grâce à sa colère et son amour envers Tia. Il relâche ses cheveux et dit à D'Jok de lui passer le ballon. Il envoie le ballon en l'air et saute avec le Souffle et marque le premier but des Snow Kids.
Bennett a retrouvé les mallettes dans des montagnes russes et les a désamorcées pour constater que ce n’était que de simples bombes. Bleylock a donc toujours ses armes avec lui.

### Épisode 26:La revanche de Bleylock
Face à la remontée des Snow Kids, le reste des Xenons se joignent au match. Les SK doivent reproduire leur technique qu’ils ont développée contre les Lightnings.
D'Jok marque le deuxième but.
Bleylock s’est enfui à bord d’un vaisseau et vise avec son arme le Genèse Stadium, mais il se rend compte qu'il a été piégé par Harris. Les armes explosent à l'intérieur de son vaisseau, le tuant d'un coup . 
Le match opposant les Snow Kids aux Xenons continue. Soudain, une tornade de fluide se dirige vers le Genèse Stadium en détruisant le milieu du terrain. D’Jok est sur le point de mourir comme dans son rêve, mais est sauvé par Luur et son fluide pétrifiant. Luur explique qu’il tient à gagner dans les règles et qu’il est un joueur juste et régulier. Le stade étant détruit, les capitaines se mettent d’accord : la finale va se jouer sur une séance de tirs au but. Tia et Ahito reviennent. Thran marque le premier but des tirs au but. Mei marque le deuxième de la même façon que D'Jok lors du match SK vs Lightnings (saison 1), mais Micro-Ice rate son tir. D'Jok marque le troisième but. Un joueur Xenon tire, Yuki l'arrête mais se blesse. Ahito la remplace. Il arrête le tir de Luur. Rocket marque le dernier tir au but et les Snow Kids remportent le match 4-3. Rocket part brandir la Galactik Football Cup. D’Jok et Luur se serrent la main et se jurent de s’affronter à nouveau lors de la prochaine cup. Aarch gagne son pari et il veut gagner une troisième fois de suite la Cup.
Harris a conservé une des capsules de fluide.

## Saison 3

### Épisode 1:Étoiles en périls
Les Snow Kids sont sur Akillian et s'entraînent en vue de leur prochain match amical contre les Shadows. Mais ils jouent sans conviction et Aarch le leur fait savoir. 
Sur le Genèse, Sonny et Corso poursuivent un mystérieux chat-robot. Quand une explosion au Genèse Stadium rompt le contact avec Mei, qui s’entraînait avec eux à distance, D'Jok s'inquiète pour elle. Mais, il découvre qu'elle n'était pas au Genèse Stadium. Ce mensonge rend furieux D'Jok, d'autant plus que Sonny est immédiatement accusé pour ces attentats. 
Mais un communiqué de presse intergalactique attire l'attention des Snow Kids. Un mystérieux personnage, Lord Phénix, annonce qu'il organise un incroyable tournoi de Galactik Football où les fluides peuvent être mélangés, sur sa planète, la planète Paradisia. Cette annonce laisse les Snow Kids dans le trouble, car ils se demandent s'ils vont y participer ou pas.
Sur la planète Shadows, le match ne se passe pas bien pour les SK. Au cours du match, D’Jok se montre agressif envers Mei qui, dans une crise colérique, fait apparaître le Smog au lieu du Souffle. Le match se finit sur la victoire des Shadows. Après une énième dispute, Mei annonce à D’Jok qu’elle le quitte.

### Épisode 2:La rupture
Les Snow Kids n'ont toujours pas retrouvé Mei quand elle apparaît tout à coup sur Arcadia Sport avec Sinedd. Elle annonce alors qu'elle se joint aux Shadows et qu'elle participera au tournoi de Paradisia. Rocket, voyant son oncle, un peu déconcerté par cette nouvelle, demande à Artegor Nexus de les aider à se préparer pour le tournoi de Paradisia. Accueilli en personne par le fameux Lord Phénix, les Snow Kids sont impressionnés par la planète. Mais Rocket a un mauvais pressentiment. Mais D'Jok est très jaloux et va tout faire pour retrouver celle qu'il aime et que Sinedd, son pire ennemi, lui a pris.

### Épisode 3:Bienvenue sur Paradisia
Les Snow Kids découvrent Paradisia et se rendent compte que Lord Phénix n'a pas lésiné sur la dépense : villa, salles d'entraînements, deux stades. En outre, Lord Phénix espère équiper le tournoi avec ses propres fluides, mais un mystérieux personnage, Vega, lui rappelle que cela a un prix. Les différentes équipes sont à la recherche de nouvelles stars, y compris les Snow Kids, car il faut bien remplacer Mei partie jouer chez les Shadows. Sur la plage, Rocket ne peut détourner les yeux de Lun-Zia, une joueuse des Wambas athlétique. Yuki est recrutée par l'équipe Elektra et D'Jok se rend compte que la décision de Mei de partir chez les Shadows n'était pas sur un coup de tête. Pourtant, le jeune homme est fou amoureux de Mei et compte bien la retrouver.

### Épisode 4:Une nouvelle stratégie
Sonny et ses Pirates sont pourchassés par les forces de sécurité de Paradisia. Alors que D'Jok reçoit une offre alléchante de Lord Phénix, Aarch et Artegor, comme les dieux du football d'antan, se joignent à la séance d'entraînement des Snow Kids pour leur montrer l'exemple avec 20 ans de moins. Lord Phénix commence à regretter son accord avec l'intrigante Vega. Il décide d'envoyer un message codé qui est intercepté par Sonny et Corso.

### Épisode 5:Résonance
Le Paradisian All Stars est lancé sur Paradisia afin de célébrer l’ouverture du Tournoi Paradisia. Deux équipes, l'équipe rouge (composée de Rocket, Sinedd, Warren, Ahito, Shekmut et Nihlis) et l'équipe jaune (composée de Nikki 4, D'Jok, Luur, Shekmut, Woowamboo, Thran et Kernor) s'affronteront lors de ce match. 
Alors que Rocket et Tia sont en train de courir sur la plage, ils rencontrent Nikki 4, une des joueuses de la mystérieuse équipe : Team Paradisia. Rocket, après lui avoir serré la main, ressent une sensation étrange. Après que D'Jok a quitté l'équipe, Artegor donne le brassard de capitaine à Rocket. Lors de l’entraînement, Rocket semble atteint d’un mal inconnu qui perturbe son fluide.
Lors du Paradisian All Stars, Rocket s'effondre, violemment touché une nouvelle fois par ce mystérieux phénomène.
Clamp et Sonny en déduisent que Rocket souffre de la résonance, un phénomène se produisant lorsqu’un fluide entre en contact avec un fluide différent, mais possédant une partie infime similaire. Sonny en conclut que Rocket est entré en contact avec le multi-fluide qui a été créé pendant son expérience du Netherball. Quelqu’un aurait donc doublé Bleylock et récupéré le fluide invisible.

### Épisode 6:Que le spectacle commence!
Tia se rend à la clinique pour voir Rocket, mais, à son arrivée, s'aperçoit que Rocket est déjà parti sur la plage avec Lun-Zia. Tia demande conseil à Mei qui lui dit qu’elle doit surveiller Rocket. 
Depuis que Yuki a quitté l'équipe des Snow Kids, Micro-Ice s'est décidé à lui dire qu'il est amoureux d'elle, mais les choses ne tournent pas exactement comme il l'avait prévu. En effet, en pratiquant du Drone-Surf, le pauvre jeune homme se retrouve exposé nu devant tout le monde.
Bennett et Artie tentent de pirater les systèmes de sécurité de Phénix, mais l’opération échoue et les Pirates manquent de se faire capturer.
Les matchs Shadows-Rykers et Elektras-Cyclope se déroulent simultanément au Deep Arena et au Dome Stadium. À la fin, les scores sont de 4-0 pour les Shadows et 3-2 pour les Elektras.
Sonny va voir Lord Phénix en personne et l’identifie comme Magnus Blade, l’ancien chef des Pirates à qui Sonny à récupérer son rôle après l’avoir battu dans un combat singulier. Phénix a toutefois décidé d’oublier le passé pour se reconvertir comme homme d’affaires et n’éprouve plus aucune rancoeur envers lui. Avant que les anciens ennemis ne puissent se parler, Vega se jette sur Sonny et lui injecte un puissant poison.

### Épisode 7:Pères et fils
Alors que Sonny, sauvé par ses Pirates, est dans un état grave, D'Jok et les Snow Kids se préparent pour leur match : équipe Paradisia contre les Wambas et Snow Kids contre les Pirates.
D’Jok apprend pour son père et commence à douter de l’honnêteté de Phénix.

### Épisode 8:L'autre visage de Paradisia
Sur Paradisia, deux excitants matchs se préparent opposant les Xenons aux Technoïd V4 et les Lightnings à l'autre équipe originaire d'Akillian : les Tigres Rouges.
Comme d’habitude, les Technoïd subissent une écrasante défaite.
Les Tigres Rouges semblent avoir développé le Souffle, mais ont toujours un jeu déloyal. Les Lightnings gagnent, mais Warren semble souffrir du même mal que Rocket. Malheureusement, Dame Simbai n'arrive pas à trouver de remède. 
Pendant le Glowing Corail Festival, les Pirates suivent Vega qui monte dans un mini sous-marin. Dans le même temps, Lord Phénix s'introduit dans la clinique des Snow Kids où Sonny est inconscient et lui injecte un antidote.

### Épisode 9:Le secret du Deep Stadium
Les Snow Kids sont fin prêts pour leur match contre les Xenons, qui n'attendent que leur revanche et aussi le match Lightnings contre la team Paradisia de D'Jok. Artie et Bennett sont sur la trace de Vega et s'introduisent dans un laboratoire secret caché dans un récif de corail et découvrent une machine qui collecte les fluides capturés dans le Deep Stadium. Tandis qu'ils tentent de faire part à Corso de leur découverte, ils se retrouvent encerclés par les robots. D’Jok commet une faute sur Warren qui est abattu de voir son fan être devenu aussi noir.

### Épisode 10:Amis et ennemis
Tout le monde est impatient de voir la demi-finale entre les Elektras et les Shadows. Sur le Harky Show, Sinedd est abasourdi par la surprise que Hush Sharky a pour lui. Pendant ce temps, des tremblements mystérieux sèment la panique sur Paradisia. Alors qu'Artie et Bennett sont toujours prisonniers dans le laboratoire secret, Tia et Micro-Ice, avec le robot Harvey, se lancent dans une exploration sous-marine qui les conduit tout droit au laboratoire secret.

### Épisode 11:Bataille pour la finale
Bennett et Artie sont toujours prisonniers. Artie tente de forcer la porte tandis que Bennett joue tranquillement avec son harmonica. Mais Tia et Micro-Ice, rejoints par les Pirates, parviennent à les délivrer. Team Paradisia est maintenant en mesure de posséder son propre fluide, ce qui expliquerait les mystérieux tremblements de terre, dont Lord Phénix a publiquement nié l'importance. Il ne faut pas oublier que les filles de Team Paradisia ne sont que des cyborgs et non des êtres humains, et qu'elles sont donc normalement incapables de posséder leur propre fluide. Lord Phénix leur fait injecter du multi-fluide. Le Cercle des Fluides est choqué et décide de partir immédiatement pour Paradisia. Alors que Tia entre dans le vestiaire, elle croit voir Lun-Zia embrasser Rocket. Les Snow Kids se retrouvent face à l'équipe Paradisia pour une demi-finale mythique.

### Épisode 12:Trahison sur le terrain
Pour déterminer l'équipe finaliste, une séance de tirs au but historique est jouée, opposant D'Jok à son ancienne équipe, les Snow Kids. Nikki 4 essaye de convaincre D'Jok de lui dire comment battre Ahito, mais D'Jok refuse de trahir son ancienne équipe préférant gagner à la loyale. Il est néanmoins hypnotisé par Lord Phénix et finit par donner à Team Paradisia son point faible : Ahito sautille de façon plus marquée du côté où il s'apprête à plonger. Ce toc permet alors de savoir de quel côté il faut marquer. Les SK sont éliminés du tournoi à la stupeur de tout le monde, ils connaissent leur première défaite et sont abattus, en particulier Ahito et Micro-Ice blessés par la trahison de leur ancien ami.
Le soir, les parents des Snow Kids leur préparent une fête surprise pour les remettre de leur défaite.
Sonny et ses Pirates s'apprêtent à rendre visite à Lord Phénix. Ce dernier leur explique qu’il a été manipulé par un mystérieux type qui lui a demandé de créer ce tournoi pour récupérer le multi-fluide. Phénix devait lui remettre la moitié du fluide récolté en échange de l’injection du fluide dans le noyau de Paradisia. En faisant cela, Phénix a engendré malgré lui la propre destruction de sa planète qui risque d’exploser dans peu de temps. La planète doit être évacuée.

### Épisode 13:Fin de partie
La finale opposant Team Paradisia aux Shadows débute au Deep Arena, alors que la planète menace d'exploser. Lord Phénix découvre qu'il a été trompé. Le match est interrompu par une série de secousses particulièrement violentes et le stade est évacué. Mei refuse de quitter le stade sans D'Jok, resté en arrière. Sinedd leur sauve la vie de justesse tandis que le Deep Arena commence à s'écrouler. Les joueurs sont autorisés à utiliser leur fluide pour aider à l'évacuation de Paradisia. Pendant ce temps, Sonny et Corso poursuivent et affrontent Vega, mais ne peuvent l'arrêter. Les Snow Kids au complet réussissent à quitter la planète juste à temps. Parallèlement, Brim Simbra se retrouve bloqué dans le noyau de Paradisia en essayant de ralentir l'explosion. 

### Épisode 14:Un nouveau départ
Deux mois se sont écoulés. Artegor quitte les Snow Kids pour un nouveau projet sur Akillian. 
Brim Balarius devient le nouveau chef du Cercle des Fluides.
Warren rend visite à l'équipe pour un entraînement spécial afin de leur redonner le moral.
D’Jok est sur le Genèse Stadium. En se promenant dans la forêt, il tombe sur une bande d’enfants en possession de fluides. Il accepte de les entraîner et de les initier au foot.
Sonny s’introduit dans le bureau du Duc Maddox pour lui révéler qu’il est innocent de la destruction de Paradisia et qu’un autre homme est le vrai coupable. Il montre son portrait et Maddox reconnaît son ancien subordonné Harris. Sonny révèle également à Maddox qu’Harris devait être le complice de Bleylock et que c’est lui qui l’a tué. Maddox veut innocenter Sonny publiquement mais ce dernier préfère qu’il ne change rien afin qu’Harris ne se doute de rien.
Harris menace le Cercle des Fluides de réitérer l'expérience Paradisia sur une autre planète si la Galactik Football Cup n'est pas avancée.
Addim déclare officiellement que la Cup va se dérouler dans quelques jours.

### Épisode 15:Destins croisés
Yuki arrive à maîtriser le fluide aquatique des Elektras.
Mei réussit à avoir le Smog, mais cela la rend malade et elle veut arrêter. Sinedd s'oppose à cette idée.
Lun-Zia échoue à acquérir le Souffle et doit quitter l’équipe et renoncer à la Cup. Les SK sont maintenant en manque de joueurs comme à leur arrivée sur Paradisia. 
La Galactik Football Cup va avoir lieu plus tôt que prévu et D'Jok continue à donner des cours de football à un groupe d'enfants. Mei tombe sur lui et lui annonce qu’elle va réintégrer les SK, D’Jok, lui, est hésitant, convaincu que ses anciens amis l’ont renié pour toujours après sa trahison.
L’équipe Team Paradisia va jouer la Galactik Football Cup sans passer les faces qualificatives. Les Snow Kids rencontreront les Wambas au 1er tour.
Lun-Zia a été recrutée par les Wambas et Yuki annonce que les Elektras sont sa nouvelle équipe.
Mei fait ses aurevoirs à Sinedd.

### Épisode 16:Les secrets du Souffle
Dame Simbai emmène les SK dans l’ancien repère où ils ont passé leurs sélections pour rejoindre l’équipe. L’exercice consiste à maîtriser le Souffle. Tia essaye la première, mais gaspille trop de fluide et s’épuise. Ahito a le mauvais réflexe d’utiliser le Souffle pour bloquer des tirs à faible puissance. 
Mei revient jouer avec les Snow Kids, qui sont tous ravis de la revoir. 
La Galactik Football Cup commence enfin. Les Wambas affrontent les Snow Kids. Malgré l’arrivée de Lun-Zia, le retour de Mei déstabilise l’equipe. Les SK l’emportent à 3-2.
À la surprise générale, Artegor a rejoint Calie, Nork et Barry en tant que commentateur des matchs de la Cup.
Warren rencontre D’Jok et lui propose un projet.
Brim Balarius prévient Dame Simbai que la coupe est sûrement la cible de Harris pour conquérir la Galaxie.
Mark rencontre Ninna 8, la sœur jumelle de Nikki 4 et remplaçante de D’Jok. Les deux ont immédiatement le coup de foudre.

### Épisode 17:Familles recomposées
D'Jok, Warren et Artegor Nexus se mettent d'accord pour fonder une académie de football. D’Jok est toujours hésitant à rejoindre son équipe d’origine.
Les Pirates battent les Tigres Rouges.
Team Paradisia mène son premier match contre les Cyclopes. Leur jeu maladroit et incompétent permet à Paradisia de l’emporter à 3-0.
Sonny retrouve son fils et lui dit que retrouver les SK est le meilleur choix, avant que les deux soient victimes d’une attaque de robots envoyés par Harris pour l’éliminer.
Les huitièmes de finale sont terminés. Les Snow Kids affronteront les Shadows au prochain match.
Alors que Sinedd est sur le point de signer le contrat de ses parents, Ballow, l’ancien gangster de la Saison 1 reconverti en patron d’un restaurant caché pour le public et réservé aux célébrités de Foot, les identifie comme des célèbres escrocs qui ont essayé de profiter de Sinedd.

### Épisode 18:L'ombre de Sinedd
D'Jok est enfin de retour parmi les Snow Kids, mais Micro-Ice et Ahito prennent un plaisir à le provoquer. Ahito est toujours en froid envers lui.
L'équipe enfin complète (mis à part Yuki) entame le quart de finale contre les Shadows. Les joueurs d'Akillian remportent le match 3-2, réconciliant ainsi complètement l'équipe. 
Sinedd est complètement abattu par la découverte sur ses parents. Maya est elle aussi attristée par cette bouleversante découverte. Mei tente de parler avec Sinedd, mais ce dernier lui tourne le dos.
Sonny et ses Pirates décident de retourner sur Paradisia, à la recherche d'un échantillon de multi-fluide. Thran, lui, a découvert, grâce à un récepteur créé de ses propres mains, que Harvey, leur ancien robot assistant, est actuellement sur Paradisia, prouvant que Paradisia est toujours vivante malgré l’explosion de multi-fluide.

### Épisode 19:Le fantôme de Paradisia
Clamp part avec Sonny pour Paradisia. Thran veut les accompagner. Clamp s'y opposant, il s'embarque clandestinement, suivi du Cyclope journaliste qui croit détenir un futur scoop sur le footballeur. Team Paradisia affronte et bat les Lightnings 3-2.
Mark et Nina8 se rapprochent, mais Nikki4 s’oppose à leur relation et donne l’ordre à sa sœur de s’éloigner de Mark.

### Épisode 20:Balade pour un Pirate
Sonny et ses Pirates retrouvent Harvey sur Paradisia, mais aussi Lord Phénix, qui se trouve être toujours vivant. Le quart de finale opposant les Xenons aux Rykers se termine par une victoire des Xenons, 3-2. Les Elektras, quant à elles, battent les Pirates 3-1.

### Épisode 21:Adieu Paradisia
Artegor et Warren préparent un entraînement spécial pour les Snow Kids, visant à renforcer leur jeu d'équipe. L'équipe commence à s'inquiéter pour Mark qui ne semble pas en forme. Les Pirates réussissent à récupérer un échantillon de multi-fluide et quittent Paradisia, en compagnie de Magnus, anciennement connu sous le nom de Lord Phénix.

### Épisode 22:Tous ensemble
Les Snow Kids affrontent les Xenons avec un score de première mi-temps de 1-1. Tran arrive au Genèse Stadium et part vite vers le stade, et les Snow Kids gagne le match avec un score de 4-1.

### Épisode 23:Illusions perdues
Aarch, entraîneur, et Addim, présidente de le Ligue, entament une liaison amoureuse qui devient publique, à la suite des indiscrétions du paparazzi Cyclope. Cela risque d'entraîner des doutes sur la neutralité de la Coupe. Aarch décide dès lors de quitter son poste d’entraîneur et choisit Rocket pour le remplacer. Magnus fait chanter Harris et Vega, les menaçant de révéler la véritable nature androïde des joueuses de Team Paradisia. De son côté, Maya part avec le père de Tia sur la frontière 17 pour rencontrer les vrais parents de Sinedd. Celui-ci ressemble comme deux gouttes d'eau à son père, et a désormais une petite sœur nommée Sonja. Rocket demande à Sinedd de rejoindre les Snow Kids pour la finale contre Team Paradisia.

### Épisode 24:La seconde chance
Maya apprend à Sinedd la vérité sur ses parents. Sinedd rencontre sa petite sœur et rejoint les Snow Kids comme le lui avait demandé Rocket. Pendant l'entraînement, Sinedd a du mal à re-maîtriser le Souffle d'Akillian, mais il peut compter sur Dame Simbai et Mei pour réussir. Pendant ce temps, les Pirates, qui ont capturé le chat-robot d'Harris, le font disséquer par Bennett, leur spécialiste, afin de découvrir la tanière de son sinistre maître. Ils découvrent avec effroi la présence d'une bombe de multi-fluide sur Akillian. Quant à Aarch, il est parti visiter son frère Norata sur Akillian. 

### Épisode 25:Sur tous les fronts
C'est le jour de la finale entre les Snow Kids et Team Paradisia, et Sinedd fait toujours de gros efforts pour maîtriser le Souffle d'Akillian. Sinedd et D'Jok se réconcilient. Pendant ce temps, Bennett, l'un des Pirates, découvre dans l'un des programmes du chat-robot l'endroit où se terre l'odieux Harris. La traque est aussitôt lancée contre le criminel. De leur côté, Aarch et son frère Norata, guidés de loin par Bennett, partent en expédition dans les glaces d'Akillian, afin de découvrir l'endroit précis où est cachée la bombe de multi-fluide qui doit ravager la planète. Clamp, quant à lui, est sur le point de réussir à fabriquer de l'anti-multi-fluide. Sur le terrain, la finale a débuté sur les chapeaux de roue, et le premier but est marqué par Team Paradisia. Aarch et Norata trouvent la bombe de multi-fluide mais sont bloqués par un robot.

### Épisode 26:Les étoiles d'Akillian sont éternelles
Norata utilise le Souffle, détruit le robot et sauve Aarch. Sonny et ses pirates affrontent Harris, Vega et leur troupe de robots. Avec l’aide d’Harvey et de son copain robot, Sydney, la résonance multi-fluide est stoppée pour de bon. Durant la bataille, Sonny dévie un tir de laser d’Harris et la vitre du hangar donnant sur l’espace se brise. Les robots de Harris et le chat robot sont envoyés dans l’espace. Magnus sauve Sonny et les autres pirates en envoyant Harris et Vega dans l’espace, les tuant tous les deux. La finale reprend avec l'égalisation de D'Jok et Sinedd entre en jeu. Il donne un coup de fouet aux SK, mais les SK perdent leur fluide à cause de Harris qui a déclenché la bombe de multi-fluide sur Akillian. Ahito, qui emmagasine du fluide en lui, donne une part de son fluide aux Snow Kids. Ces derniers, entièrement rechargés, reprennent le match. Nikki 4 fait une faute sur Sinedd et il y a coup franc. Rocket tire et détourne son tir grâce au Souffle vers D'Jok qui évite un tacle et qui centre pour Sinedd qui marque le but de la victoire. Toute l'équipe touche la coupe. Au Club Galactik, les Snow Kids rendent visite aux Galactik Kids afin de s'entraîner avec eux, mais l'holotraîneur rencontre un problème inconnu et les Kids, Micro-Ice et Mei disparaissent dans l'espace. De plus, le paparazzi Cyclope, qui s'est introduit lui aussi dans l'holotraîneur pour espionner l'entraînement, disparaît également.